# Музика Людмила Ананіївна
Людмила Ананіївна Музика (Бершадська) (17 лютого 1937, село Юзефове, тепер село Йосипівка Благовіщенського району Кіровоградської області — 2016, село Йосипівка Благовіщенського району Кіровоградської області) — українська радянська діячка, доярка, завідувач ферми колгоспу «Росія» Ульяновського (Благовіщенського) району Кіровоградської області. Герой Соціалістичної Праці (26.02.1958). Депутат Верховної Ради СРСР 6-го скликання. Кандидат у члени ЦК ВЛКСМ у 1958—1962 роках.

## Біографія
Народилася в селянській родині Ананія Бершадського. У 1953 році закінчила сім класів Йосипівської середньої школи.
З 1953 року — доярка колгоспу імені Сталіна (потім — «Росія») села Йосипівки Ульяновського району Кіровоградської області. У 1957 році надоїла майже по 7 тисяч літрів молока від кожної закріпленої корови.
Член КПРС з 1958 року.
Закінчила заочно Олександрійський сільськогосподарський технікум Кіровоградської області, зоотехнік.
З 1967 року — зоотехнік, завідувач молочнотоварної ферми колгоспу «Росія» села Йосипівки Ульяновського (Благовіщенського) району Кіровоградської області. 
Потім — на пенсії в селі Йосипівка Ульяновського (тепер — Благовіщенського) району Кіровоградської області.

## Нагороди
- Герой Соціалістичної Праці (26.02.1958)
- орден Леніна (26.02.1958)
- медаль «За трудову відзнаку»
- медалі